# Чегране
Чегране (мкд. Чегране, алб. Çegrani) су насељено место у Северној Македонији, у северозападном делу државе. Чегране припадају општини Гостивар.
Чегране су биле седиште Општине Чегране основане 18. децембра 1996. год, и постојала до 2004. год. када је ступио на снагу нови закон о територијалној подели, и која је потом припојена општини Гостивар.

## Географски положај
Насеље Чегране је смештено у северозападном делу Северне Македоније. Од најближег већег града, Гостивара, насеље је удаљено 8 km североисточно.
Чегране се налазе у горњем делу историјске области Полог. Насеље је положено у југоисточном делу Полошког поља. Западно од насеље се пружа поље, док се ка истоку издиже Сува гора. Надморска висина насеља је приближно 490 метара.
Клима у насељу је умерено континентална.

## Историја
Пре Другог светског рата, у селу је подигнута џамија чији је минарет имао две "шарифе" ("балкони" којима ходају мујезини), по чему је наводно била јединствена у Југославији.

## Становништво
Становништво Чеграна, за време СФРЈ, се бавило пољопривредом, неки су радили у Београду, бавили се трговином са воћем и поврћем, препродајом угља и дрва, а један број се бавио угоститељством и поседовали су радње по целој Југославији. 
По попису становништва из 2002. године Чегране су имале 6.748 становника.
Претежно становништво у насељу су Албанци (99%). 
Већинска вероисповест у насељу је ислам.